# Gershom Sizomu
Gershom Sizomu (ur. 18 lutego 1969) – ugandyjski rabin konserwatywny, służący czarnoskórej społeczności żydowskiej w wiosce Abayudaya niedaleko Nabogoye. Jest pierwszym rodowitym, czarnoskórym rabinem w Afryce Subsaharyjskiej oraz pierwszym naczelnym rabinem Ugandy i członkiem parlamentu..
W latach 2003–2008 studiował w Ziegler School of Rabbinic Studies przy American Jewish University w Los Angeles, po czym otrzymał smichę rabinacką. W lipcu 2008 roku w Abayudaya pod jego nadzorem i kilku innych konserwatywnych rabinów ze Stanów Zjednoczonych dokonano masowej konwersji na judaizm 250 osób z Ugandy, Kenii, Republiki Południowej Afryki i Nigerii.